# Charles Lyon-Caen
Charles-Léon Lyon-Caen (25 de dezembro de 1843, Paris - 17 de dezembro de 1935, Paris) foi um jurista francês.

## Biografia
Doutor em Direito em 1866, tornou-se professor no ano seguinte da Faculdade de Direito da Universidade de Nancy. Em 1872, transferiu-se para a capital francesa, assumindo a docência na Universidade de Paris, onde mais tarde (1901) viria a ser reitor, bem como decano da Faculdade de Direito a partir de 1906. Nesse período, ensinou também na École Libre des Sciences Politiques e na École de Hautes Études Commerciales, na mesma cidade.
Foi presidente presidente do comitê jurídico do Banco da França, da comissão de contencioso do Ministério das Finanças francês, da comissão de Direito Comercial do Ministério da Indústria e Comércio francês. Ainda, integrou a comissão técnica do Ofício Nacional de Propriedade Industrial.
Foi eleito membro da Academia das Ciências Morais Políticas em 1893, assumindo o posto de secretário perpétuo a partir de 1918. Foi também presidente da Sociedade de Legislação Comparada, da Sociedade de Estudos Legislativos, do Instituto de Direito Internacional, do curatório da Academia de Direito Internacional de Haia e da seção de ciências econômicas e sociais do Comitê de Trabalhos Históricos e Científicos. Ainda, foi membro da Academia Real de Ciências, Letras e Belas Artes da Bélgica, da Academia Britânica e da Sociedade Americana de Direito Internacional.
Foi casado com Louise Marguerite Pode e pai de Léon Lyon-Caen, também destacado jurista, presidente honorário da Corte de Cassação.

## Publicações
- De l’action "familiae erciscundae", en droit romain. Des partages d’ascendants, en droit français (1866)
- De la condition légale des sociétés étrangères en France (1870)
- Analyse d'un projet de loi sur l'acquisition et la perte de la nationalité fédérale et de la nationalité d'État dans la confédération de l'Allemagne du Nord (1871)
- Examen doctrinal. De la jurisprudence commerciale et industrielle en 1789 et 1880 (1881)
- Étude sur le divorce en Autriche (1882)
- Étude de droit international privé maritime (1883)
- La Convention littéraire et artistique du 19 avril 1883 conclue entre la France et l'Allemagne (1884)
- Précis de droit commercial. Dois volumes, em colaboração com Louis Renault (1879-1885)
- Dictionnaire de législation comparée. Droit commercial et droit industriel. Projet de nomenclature (1887)
- De l’agrégation des Facultés de droit, 1889 (1906)
- Lois françaises et étrangères sur la propriété littéraire et artistique. Três volumes, em colaboração com Paul Delalain (1889-1896)
- Traité de droit commercial. Oito volumes, em colaboração com Louis Renault (1889-1899 e 1906-1914)
- Recueil de documents sur la prévoyance sociale (1909)
- Notice sur la vie et les travaux de Gustave Ador (1929)
- Notice sur la vie et les travaux de Cormenin (1788-1868) (1930)